# ムアンパトゥムターニー郡
座標: 北緯14度1分11秒 東経100度32分6秒 / 北緯14.01972度 東経100.53500度
ムアンパトゥムターニー郡（ムアンパトゥムターニーぐん）はタイ中部・パトゥムターニー県にある郡（アムプー）である。パトゥムターニー県の県庁所在地（ムアン）でもある。

## 名称
パトゥムターニーとは「蓮の町」という意味である。旧称、バーンカディー (บางกะดี)。

## 歴史
もともと、市は1897年の法により郡庁が置かれたタムボンにちなんでバーンカディー郡と呼ばれ、チャオプラヤー川の東岸に郡庁があった。1917年、郡庁舎はタムボン・プロークに移転。1938年、ラーマ8世（アーナンタマヒドン）の勅命で、パトゥムターニー市に改称された。

## 地理
市はチャオプラヤー川に面しており、チャオプラヤー川の形成した平地が広がっている。
交通は国道9号線（カーンチャナーピセーク通り）が南北に通っており、バンコク都市圏を囲んでいる。国道346号線が東西に通っており、東にタンヤブリー、西に、パノムトゥワン方面とつながっている。国道306号線(ティワノン通り)が南に延びており、パーククレット、ノンタブリー方面とつながっている。また、国道347号線が北に延びており、アユタヤ方面とつながっている。

## 経済
郡内の主要な産業は農業であり、米、野菜、マンゴーなどを産している。タムボン・バーンカディーにはバーンカディー工業団地 が立地している。

## 行政区分
郡内には14のタムボンがあり、さらにその下位に81の村（ムーバーン）がある、自治体（テーサバーン）が置かれており、以下のようになっている。
- テーサバーンムアン・パトゥムターニー・・・タムボン・バーンプローク全体
- テーサバーンタムボン・バーンカディー・・・タムボン・バーンカディー全体
- テーサバーンタムボン・バーンルワン・・・タムボン・バーンルワン、バーンチャーン、バーンドゥアの一部

1. タムボン・バーンプローク・・・ตำบลบางปรอก
2. タムボン・バーンマイ・・・ตำบลบ้านใหม่
3. タムボン・バーンクラーン・・・ตำบลบ้านกลาง
4. タムボン・バーンチャーン・・・ตำบลบ้านฉาง
5. タムボン・バーンクラセーン・・・ตำบลบ้านกระแชง
6. タムボン・バーンカイェーン・・・ตำบลบางขะแยง
7. タムボン・バーンクーワット・・・ตำบลบางคูวัด
8. タムボン・バーンルワン・・・ตำบลบางหลวง
9. タムボン・バーンドゥア・・・ตำบลบางเดื่อ
10. タムボン・バーンプート・・・ตำบลบางพูด
11. タムボン・バーンプーン・・・ตำบลบางพูน
12. タムボン・バーンカディー・・・ตำบลบางกะดี
13. タムボン・スワンプリックタイ・・・ตำบลสวนพริกไทย
14. タムボン・ラックホック・・・ตำบลหลักหก